# Giraudet
Pour les articles homonymes, voir Giraudet (homonymie).
Giraudet est une entreprise française, créée en 1910 par Henri Giraudet, spécialisée dans la production et la vente de quenelles, sauces et soupes fraîches. Son siège social historique se situe à Bourg-en-Bresse, préfecture du département de l'Ain. Elle est dirigée depuis 2016 par Dominique Reynaud, précédemment dirigeant de Teisseire.

## Histoire
- 1910 : Création de la maison Giraudet par Henri Giraudet[2]
- 1986 : Teisseire acquiert Giraudet[3]
- 2002 : Création des bars à soupes[4]
- 2003 : Reprise de l'entreprise par Dominique Reynaud[5]
- 2012 : L'entreprise commercialise quenelles, sauces et soupes en grandes et moyennes surfaces.

## Activités
Giraudet élabore des quenelles, soupes et sauces fraîches.
Le chef Michel Porfido est chargé de l’élaboration des recettes.
L'entreprise confectionne près de 3 000 litres de soupes, 925 tonnes de quenelles et 200 tonnes de sauces chaque année dans l'usine de 7 460 m2 de Bourg-en-Bresse.
L'entreprise est présente en France avec six boutiques et compte 97 employés.
Giraudet fait partie du label Entreprise du patrimoine vivant.
En octobre 2017, l'association de protection animale L214 lance une campagne d'intimidation et de manifestations pour tenter de convaincre Giraudet d'exclure les œufs de poules en cage de sa chaîne d'approvisionnement. Dominique Reynaud, Président Directeur général de la maison Bressane réaffirme l'opposition de la marque à toute maltraitance animale, rappelant la démarche de l'entreprise vers l'utilisation intégrale d’œufs provenant d'élevages alternatifs ,.